# Сурита-и-Кастро, Херонимо
Херо́нимо Сури́та-и-Ка́стро (исп. Jerónimo Zurita y Castro; 4 декабря 1512, Сарагоса — 3 ноября 1580, Сарагоса) — арагонский историк.

## Биография
Уроженец Сарагосы, он получил образование в историческом Университете Алькала-де-Энарес, где основательно изучал классические языки, став одним из учеников известного филолога Эрнана Нуньеса. Занимал разные административные должности, в 1547 был командирован верховным советом Кастилии в Германию. По возвращении оттуда, он первый был облечён кортесами званием арагонского историографа. В царствование Филиппа II Сурита предпринял научное путешествие по Арагонии, Италии и Сицилии и собрал там в городских и монастырских архивах массу любопытного исторического материала.
Позже был секретарём королевского кабинета и инквизиторского трибунала. Беспристрастие суждений, оценка событий с точки зрения философа и политика, основательное знакомство с архивными материалами, критическое отношение к известиям старых хроник, искусный язык — таковы достоинства Суриты как историка. Его главный труд — «Anales de la corona de Aragón» (Сарагосса, 1562—1579), охватывающий историю Арагона с древнейших времён до Фердинанда Католика. В нём Сурита ставит перед собой задачу показать, как возникла и развивалась национальная конституция Арагона.
Сурита — приверженец старинных свободных учреждений своей родины, однако, освещая республиканские принципы арагонских кортесов, был довольно осторожен в своих суждениях, чтобы не навлечь на себя гнева со стороны Филиппа II. В издании 1610 года помещены защита анналов Сурита, написанная Амброзио де Моралесом против критики Алонсо де Санта Крусa, а также index, составленный сарагосскими иезуитами. Хроника Суриты доведена до 1516 года; его труд продолжали, в качестве официальных историографов, братья Луперсио и Бартоломе Леонардо де Архенсола и Винсенсио Бласко де Лануса (1622).
В редком издании, озаглавленном: «Indices rerum ab Arag. regibus gestarum ab initiis regni ad annum 1410 etc.» (Сарагоса, 1578), помещены «Анналы» Суриты в сокращённом виде, переведённые им самим на латинский язык, с приложением хроники завоевания нормандцами Сицилии и Южной Италии, принадлежащей перу аббата Алессандро из Телезе (ум. 1143), напечатанной с найденной Суритой рукописи XIV века. Ему же принадлежит честь открытия «Chronicon Alexandrinum» или «Chron. Paschale», опубликованной Rader’ом с латинским переводом, а потом Дюканжем, в коллекции «Byzantine». Другие многочисленные рукописи, найденные Суритой, хранятся частью в библиотеке сарагосских картезианцев, а частью в Эскориале.